# Varianter av Sega Mega Drive
Segas Mega Drive släpptes i över ett dussintal varianter. Nedan följer en nära nog komplett lista med bilder i ett gemensamt bildgalleri.

## Mega Drive / Genesis
Systemet hette Mega Drive överallt i världen förutom i Nordamerika där Sega kallade den Genesis eftersom varumärket redan var upptaget. Hårdvaran är densamma mellan territorier med undantag för att klockhastigheter och färgsystem ändrats för att passa NTSC och PAL respektive.

## Mega Drive / Genesis II
Mega Drive / Genesis II är en förenklad version av den ursprungliga konsolen, bl.a. finns det inte längre någon hörlursingång med tillhörande ljudreglage. Utseendet blev även mer modernt.

## Sega Mega Drive 3
Sega Mega Drive 3 är en konsol som ursprungligen bygger på den nordamerikanska versionen av Sega Genesis 2. Enheten släpptes endast i Brasilien och finns även i nyare annorlunda design. Av de 81 inbyggda spel som konsolen har är ungefär hälften av dem riktiga Mega Drive-spel. Tectoy har även gjort en bärbar Mega Drive och DVD-spelare med inbyggda spel.

## Sega Genesis 3
Sega Genesis 3 bygger på samma hårdvara som i den ursprungliga konsolen. Denna version är en budgetvariant och saknar bland annat expansionsportar och kan därför inte använda tillbehör som till exempel Sega 32X eller Sega Mega CD. Denna konsol tillverkades av Majesco och släpptes endast i Nordamerika.

## Victor Wondermega & JVC X'eye
Japanska Victor (heter JVC utanför Japan) gjorde en konsol vid namn Wondermega som klarade av både spelkassetter och CD-skivor. När systemet släpptes i USA kallades den JVC X'eye. Ingen av dessa kom till Europa.

## Sega Multi-Mega
Sega Multi-Mega är en portabel version av Sega Mega Drive med inbyggd CD-läsare. Den kallades för Multi-Mega CDX i Brasilien och Sega CDX i USA.

## Sega Mega Jet & Nomad
Segas Mega Jet var en bärbar version som bara släpptes i Japan utan skärm och strömkälla. Kunde i början bara hyras på JAL:s flygplan men såldes senare även i butik. En bärbar version av Mega Jet släpptes med skärm och strömkälla etc. i USA under namnet Sega Nomad.

## Sega TeraDrive & Amstrad Mega PC
Två persondatorer gjordes med inbyggd Mega Drive-hårdvara:
- Sega TeraDrive av IBM
- Amstrad Mega PC av Amstrad

## Pioneer LaserActive med Mega Drive-tillsats
LaserDisc hade alltid varit populärt på japanska. På grund av detta släppte Pioneer 1993 en LaserDisc-spelare vid namn LaserActive. Till denna kunde ägarna köpa tillbehör kallade "PAC". Ett av dem var "Sega PAC", som gjorde att systemet kunde spela spel till Mega Drive och Mega-CD.

## Aiwa Mega CD
En av de mest udda och tillika ovanliga varianterna. En CD-spelare från japanska Aiwa som med en tillsats kunde spela Mega Drive-spel. Tillsatsen använde den inbyggda CD-enheten för Mega-CD-spel.

## Bildgalleri

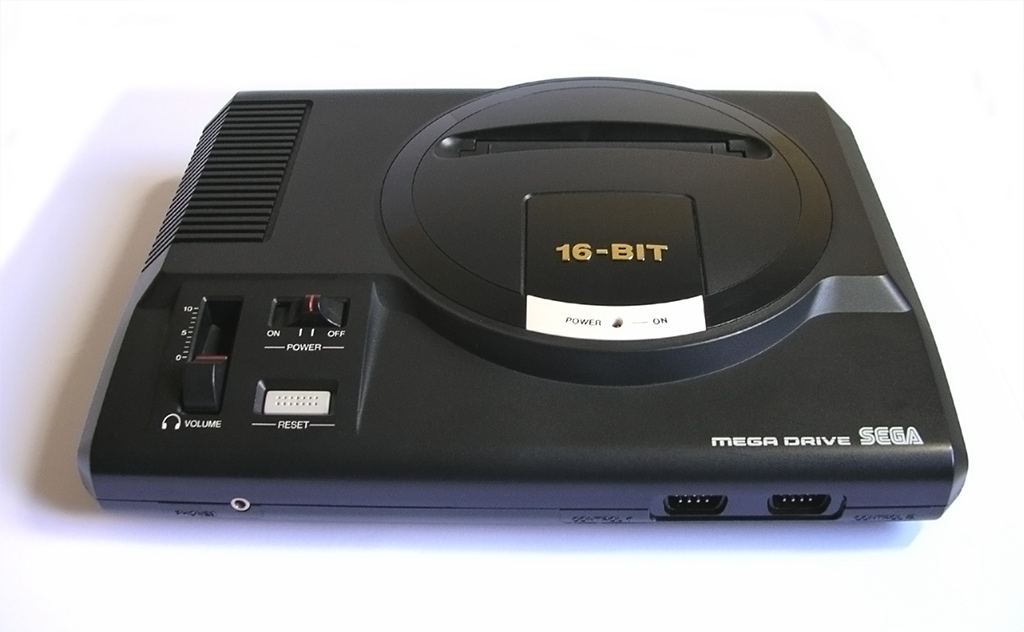
Sega Mega Drive
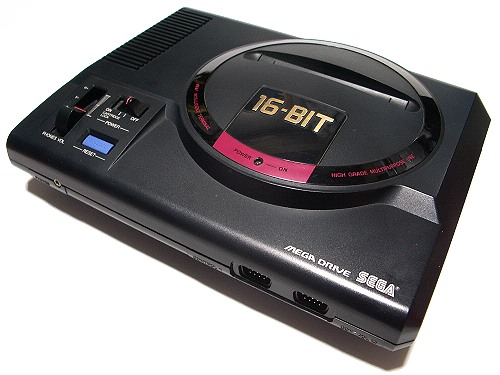
Japansk Mega Drive
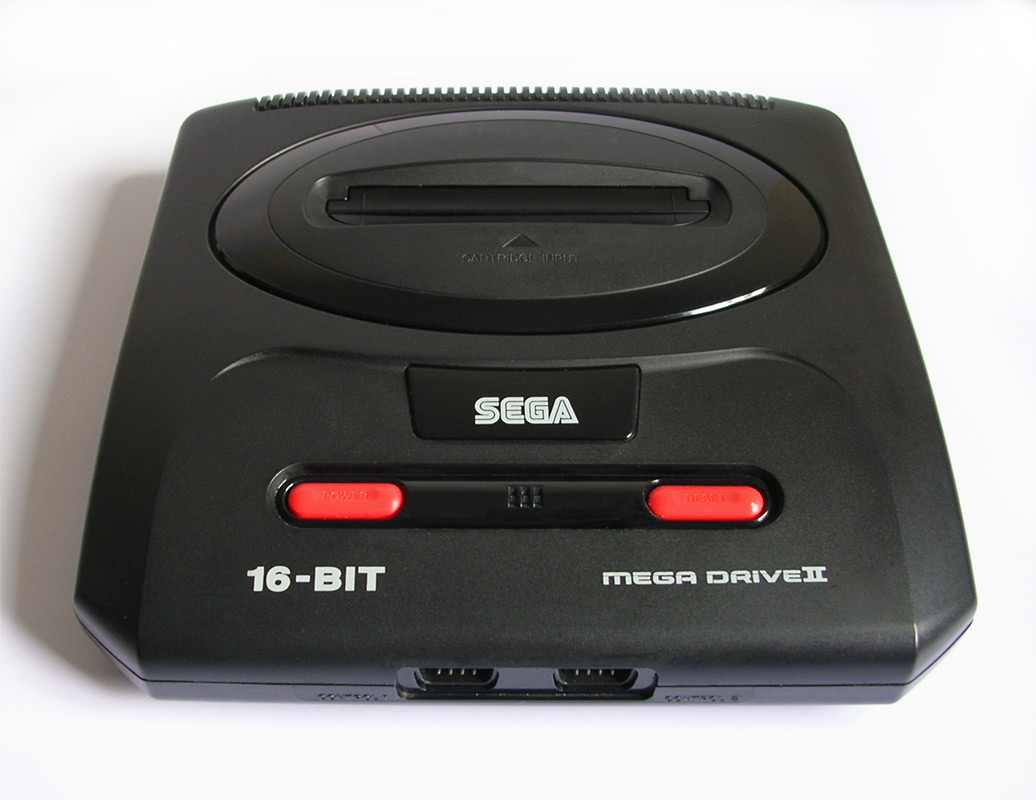
Sega Mega Drive II
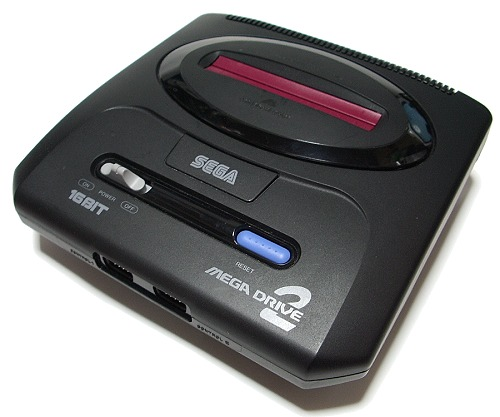
Japansk Mega Drive II
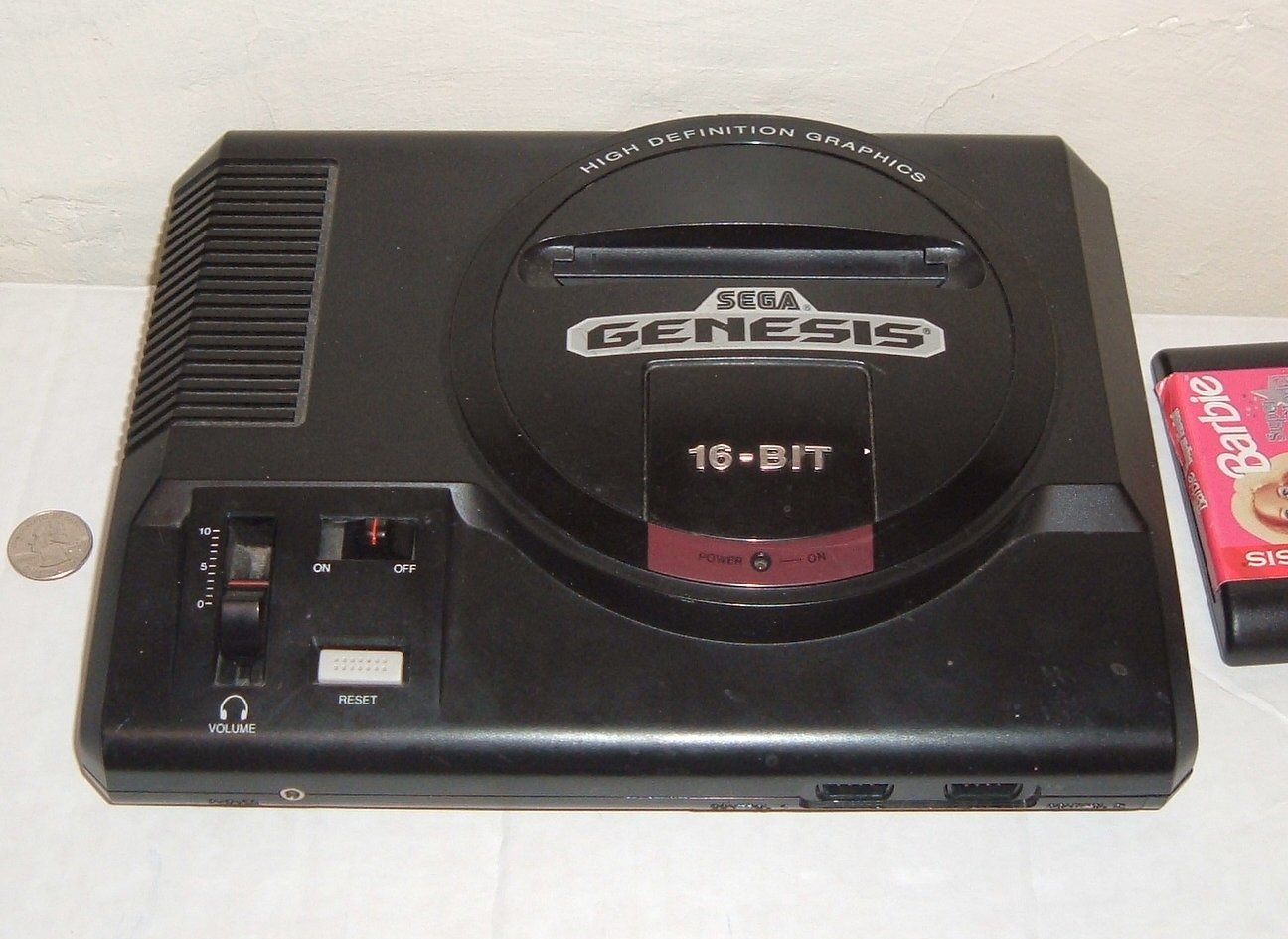
Sega Genesis
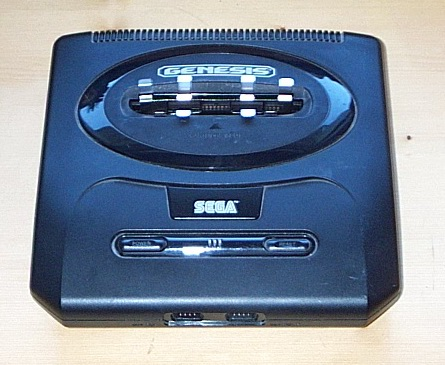
Sega Genesis 2 (Klamrarna av metall som sitter i kassettporten är till för att 32X-modulen ska fungera.)
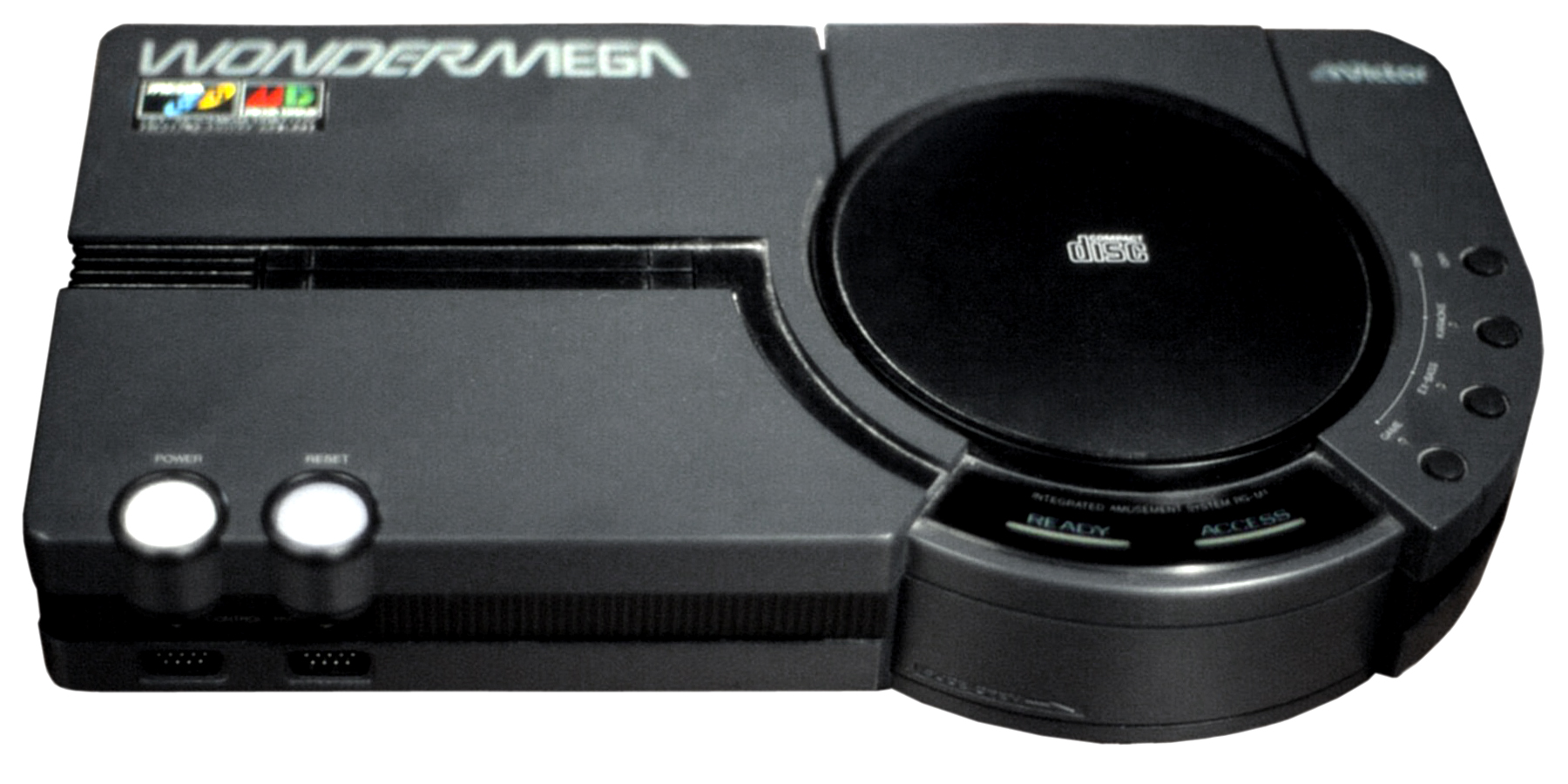
Victor Wondermega RG-M1
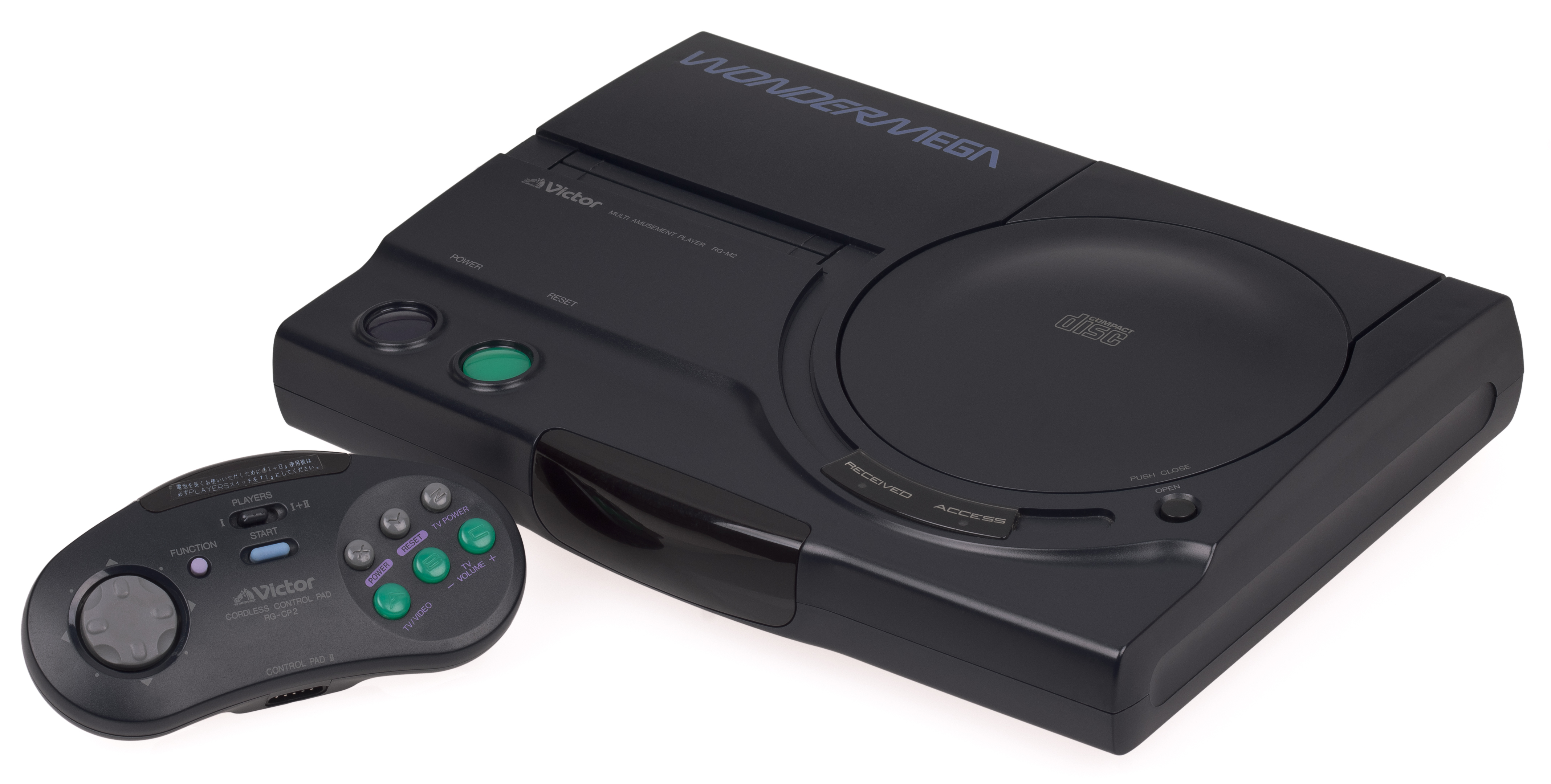
Victor Wondermega RG-M2
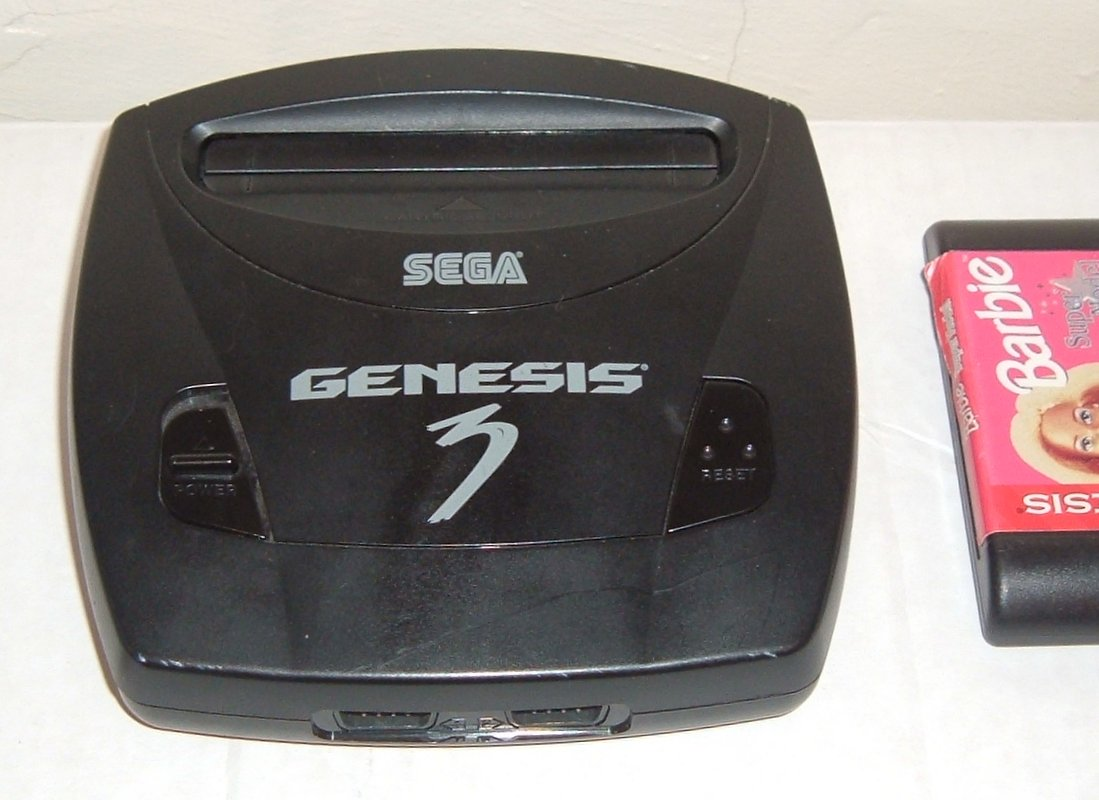
Sega Genesis 3
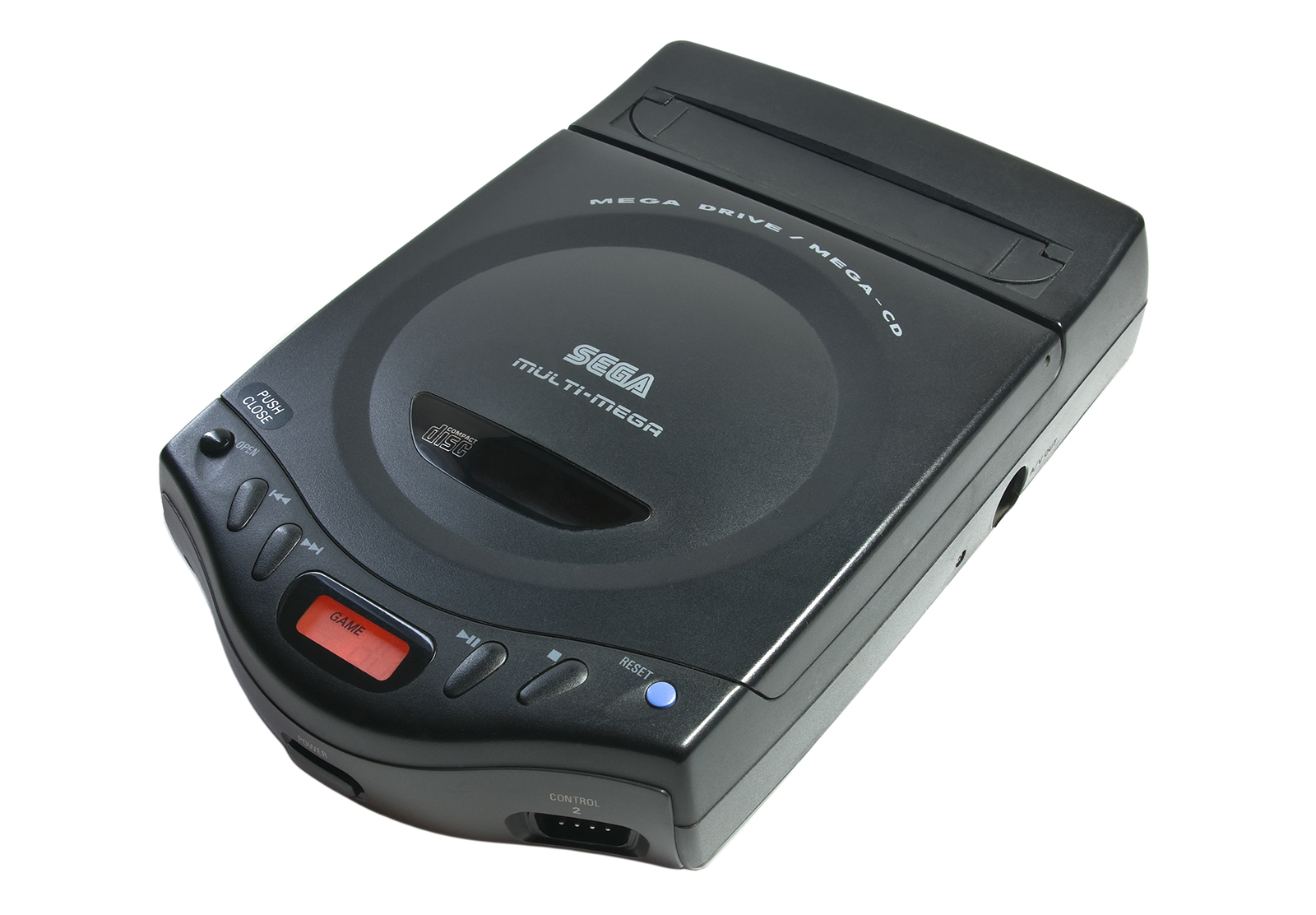
Sega Multi Mega
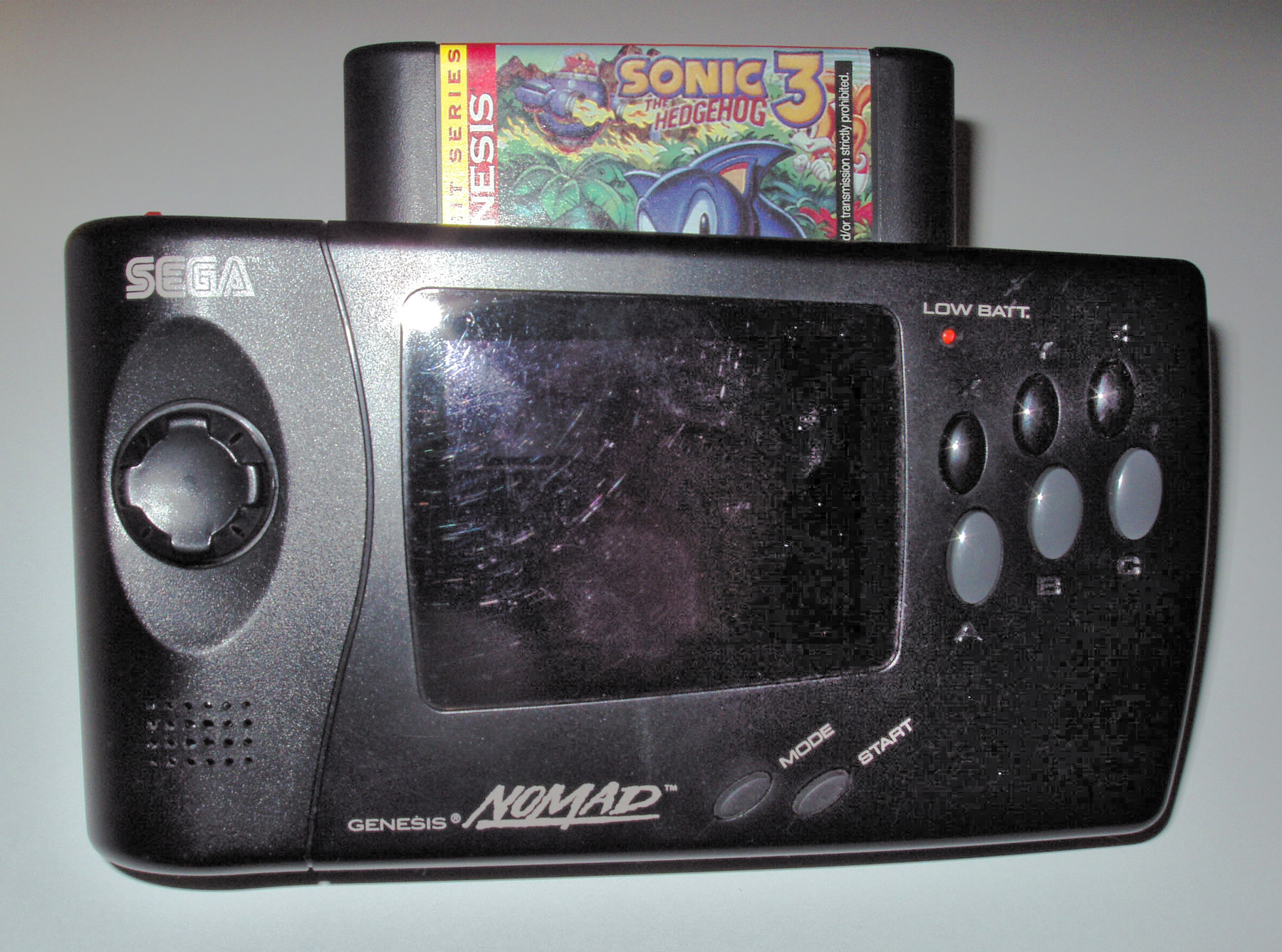
Sega Genesis Nomad
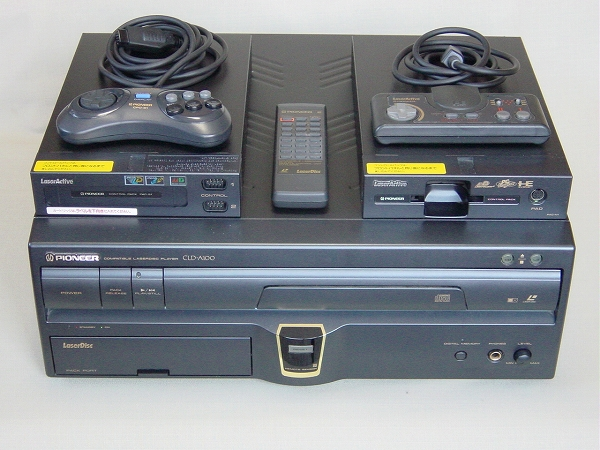
Pioneer LaserActive CLD-A100
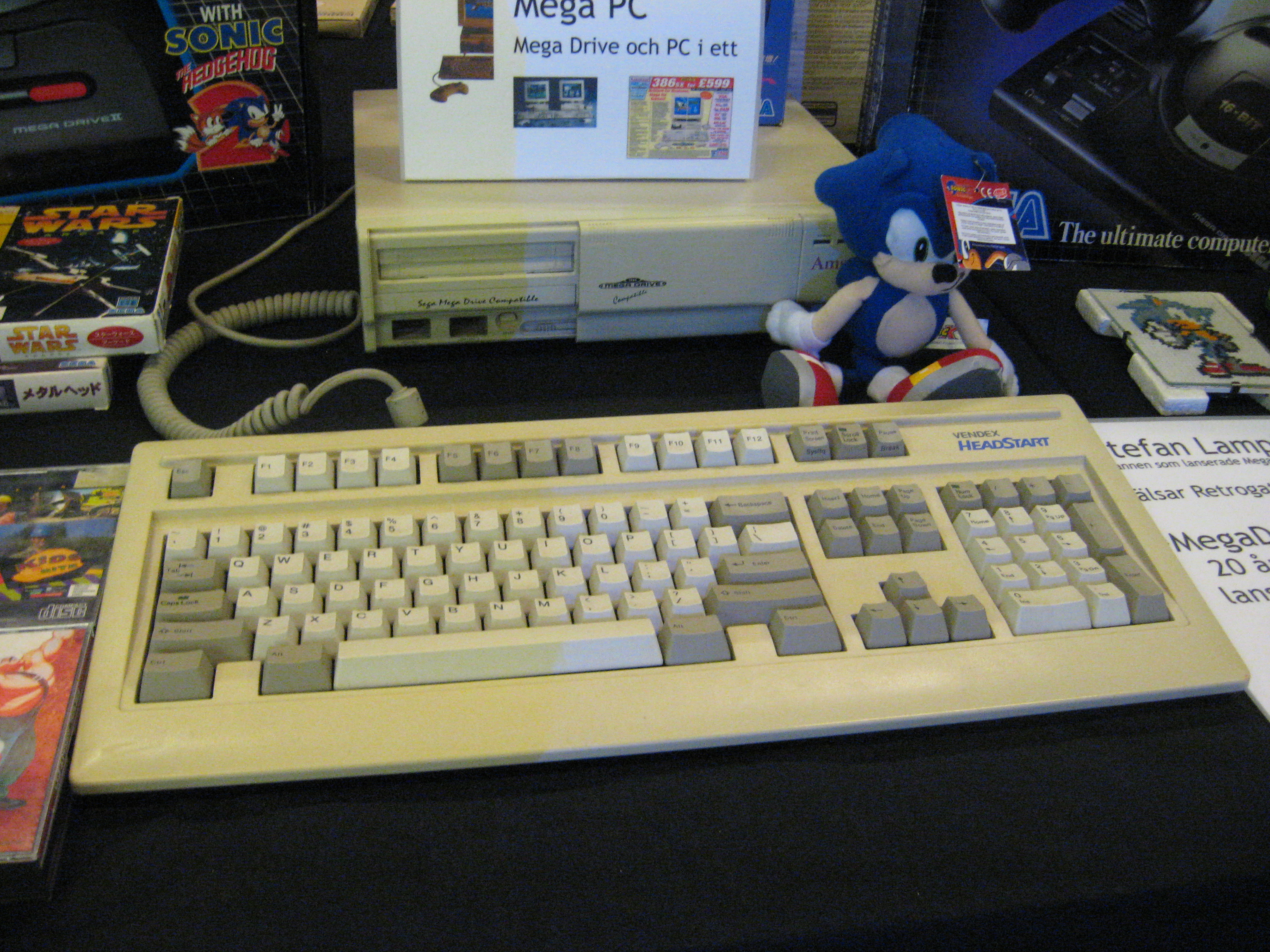
Amstrad Mega-PC
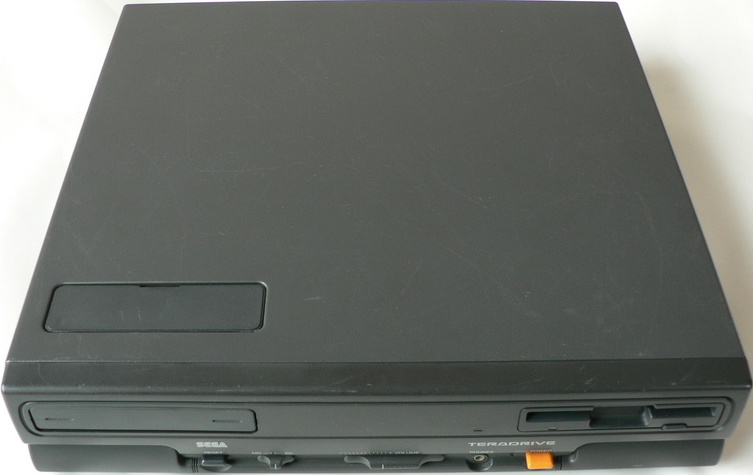
Sega TeraDrive
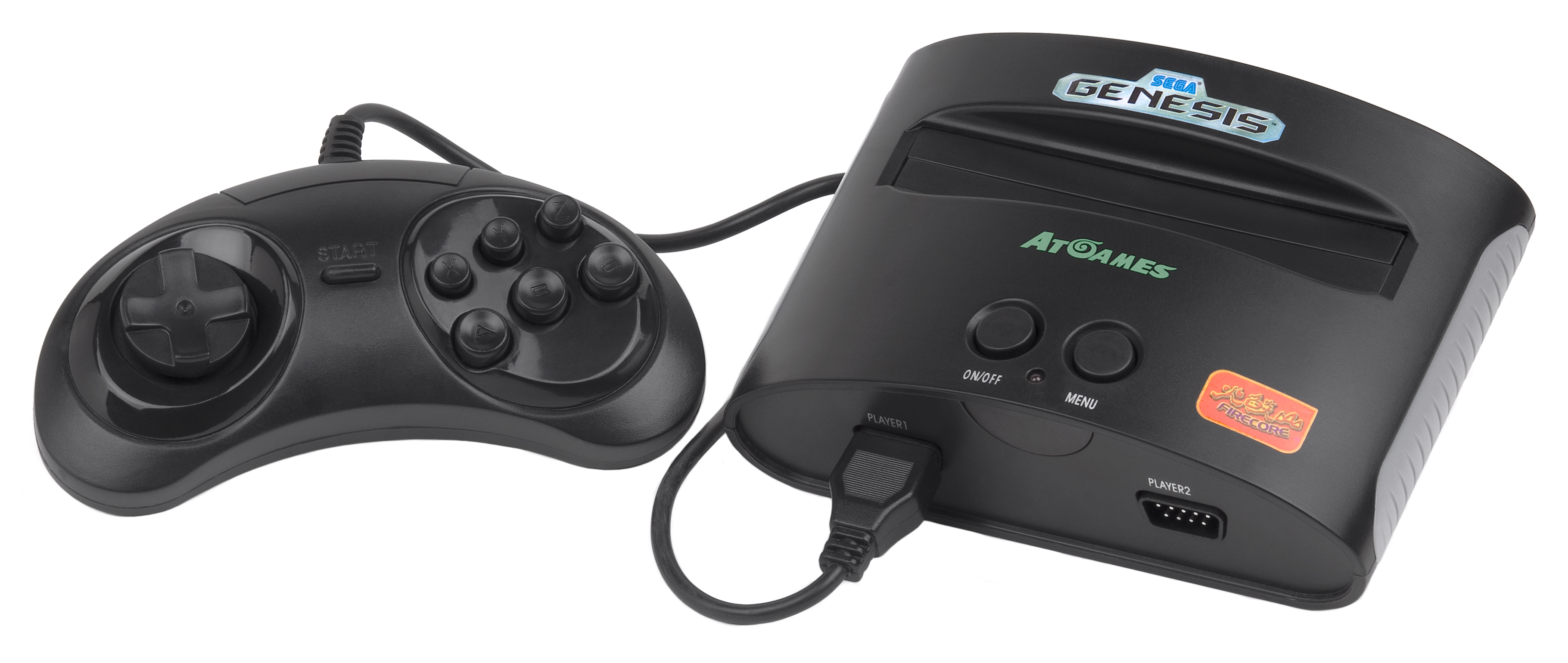
Sega Firecore